# Europawissen
Europa-Wissen ist das erste Quizspiel mit Koordinatensystem zur Lösung.

## Spielbeschreibung

Die Zielringe liegen um den richgen Lösungsort. Die Koordinaten für die richtige Schnurposition stehen auf der Quizkarte.

Skurrile und witzige Fragen rund um die Europäische Geografie und Geschichte fordern das Wissen und die Intuition der Spieler heraus. Je genauer man das Ziel auf der stummen Karte einkreisen kann, desto mehr Punkte kann der Spieler erzielen. Mit den Koordinatenschnüren wird der Zielort auf der Karte dargestellt. Auf Grund dieses Fadenkreuzes erhielt das Spiel auch den Alternativnamen "Im Fadenkreuz Europa".

## Spielmaterial
- 12 Markierungsringe in 4 Farben und 3 Größen
- 6 Spielsteine
- 1 Würfel
- 1 Spielplan
- 2 Koordinatenschnüre
- 110 Fragekarten

## Regeln
Jeder Spieler erhält drei Rate-Ringe in unterschiedlichen Größen. Ein Spieler liest eine der 220 Fragen vor, worauf alle Mitspieler versuchen jenen Ort zu lokalisieren, um den es in der Frage geht. Dabei können die Lösungen sowohl Orte als auch Länder darstellen. Dazu platzieren die Spieler einen ihrer Rate-Ringe an jener Stelle, die sie für den Lösungsort halten.
Im Anschluss werden die am Spielfeldrand befestigten Koordinatenschnüre mit den auf der Rückseite der Spielkarten angegebenen Koordinaten am Spielplan verbunden, um in deren Kreuzungspunkt die korrekte Lösung anzuzeigen.
All jene Spieler, die ihren Rate-Ring so gelegt haben, dass der Kreuzungspunkt der Schnüre in dessen Inneren liegt, erhalten nun – je nach verwendeter Ringgröße – 2 bis 5 Punkte.
Um mehr Abwechslung ins Spiel zu bringen, wurde zudem ein Würfel integriert, der die Wertung der Spielrunde verändern kann. Dies durch Verdoppelung der Punktezahl oder Veränderung des Spieltempos. In diesem Fall zählt neben der Genauigkeit der Lösung auch die Schnelligkeit der Platzierung.

## Erweiterungen / Versionen
2009 erschien die Edition Deutschland-Wissen  bei Noris. In dieser Ausgabe ist das Zielgebiet der Spieler Deutschland. 110 Karten mit 220 Fragen gilt es für die 1-4 Spieler zu lösen.

## Weitere Informationen
Bei Europawissen wird erstmals in der Spielgeschichte ein vollkommen neuer Kontrollmechanismus eingesetzt. Die Koordinatenschnüre dienen der Selbstkontrolle über einen zweigeteilten Mechanismus, der zwingend Informationen von der Spielkarten als auch des Spielplans benötigt. Damit wird vermieden, dass man durch das Lesen der Lösung auf der Rückseite der Karte die gestellte Frage lösen kann.
Das Spiel sollte ursprünglich unter dem Namen "Im Fadenkreuz Europa" erscheinen. Der Titel wurde jedoch aufgrund pädagogischer Überlegungen geändert.
Das Spiel sollte ursprünglich für bis zu 6 Spieler spielbar sein. Der Verlag entschloss sich jedoch, die Spieleranzahl zu minimieren. Da das Spiel, als diese Entscheidung fiel, bereits in Produktion war und die Zulieferbetriebe für 6 Spieler produzierten, sind in der ersten Auflage Spielfiguren für sechs Spieler mitgeliefert worden. Auch am Cover sind diese überschüssigen Spielsteine abgebildet.

## Rezeption
Das Spiel wurde in der Zeitschrift Spielbox Ausgabe 4/2008 getestet und bewertet.